# پراد
پراد (تلفظ فرانسوی: [pʁad]; کاتالونیایی: Prada de Conflent تلفظ: [ˈpɾaðə ðə kumˈfɫen]) یکی از کمون‌های فرانسه است که در دپارتمان پیرنه-اورینتال در جنوب فرانسه واقع شده‌است. این شهر، پایتخت منطقهٔ تاریخی کومارکا است. پراد ۱۰٫۸۷ کیلومتر مربع مساحت و ۶٬۶۲۰ نفر جمعیت دارد و ۳۵۷ متر بالاتر از سطح دریا واقع شده‌است.

## جغرافیا
پراد در شهرستان پیرنه کاتالان و در کوه‌های پیرنه قرار دارد. این شهر در کنار قلهٔ کانیگو و رود تت واقع شده‌است.

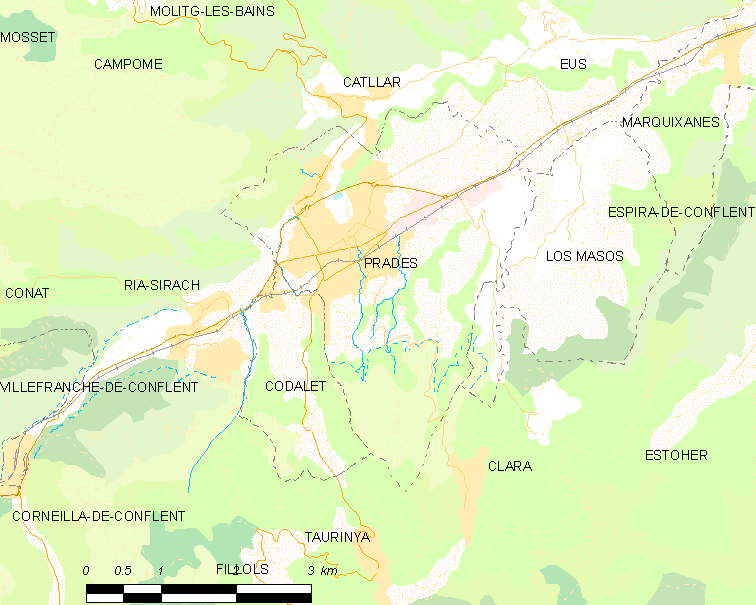
نقشهٔ پراد و کمون‌های مجاور

## رویدادها
جشنوارهٔ موسیقی مجلسی پراد از سال ۱۹۵۰ برگزار می‌شود. در نخستین دورهٔ آن از موسیقی‌دانان برجسته دعوت شد تا برای یادبود دویستمین سال مرگ یوهان سباستیان باخ بنوازند. جشنواره در سال ۱۹۵۱ به پرپینیان منتقل شد، ولی در سال بعد به پراد بازگشت.
از سال ۱۹۶۸ تاکنون، تابستان هر سال، دانشگاه تابستانی کاتالان در پراد برگزار می‌شود. معمولاً این رویداد آکادمیک ده روز به طول می‌انجامد و برای همه آزاد است.

## خواهرخوانده
شهرهای ریپی، کیتسینگن و لوسا خواهرخوانده‌های پراد هستند.